# Tỏi cô đơn

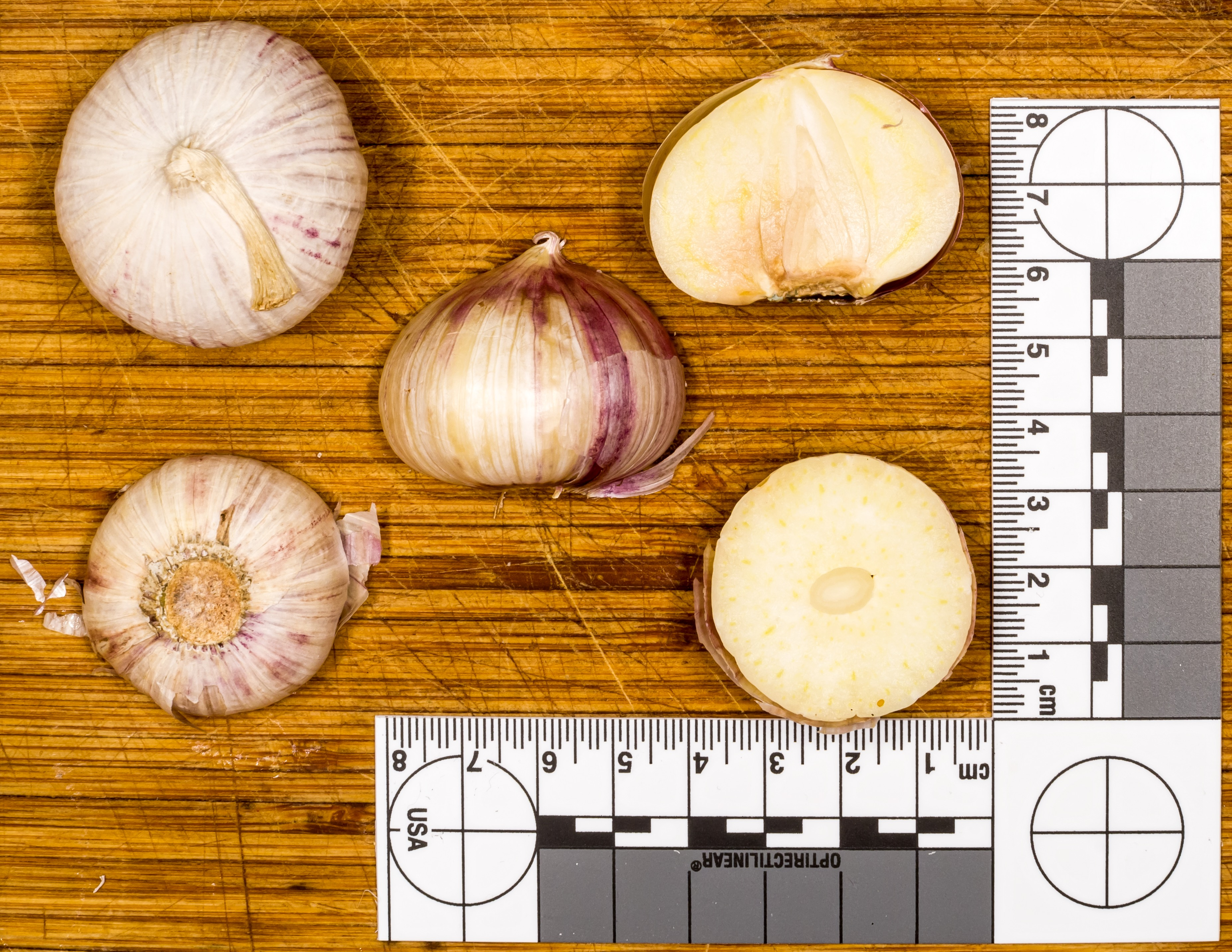
Views of the bulb

Tỏi cô đơn tên gọi khác tỏi một tép, tỏi mồ côi, tỏi một, tỏi đơn, là loại tỏi được hình thành từ sự khuyết tật trong quá trình sinh trưởng. Cây tỏi này chỉ phát triển duy nhất một tép, trong khi các cây tỏi tương tự đẻ ra nhiều tép tỏi để tạo thành loại tỏi bình thường. Trên đất càng cằn cỗi, mất mùa, càng dễ sản sinh ra loại tỏi này.

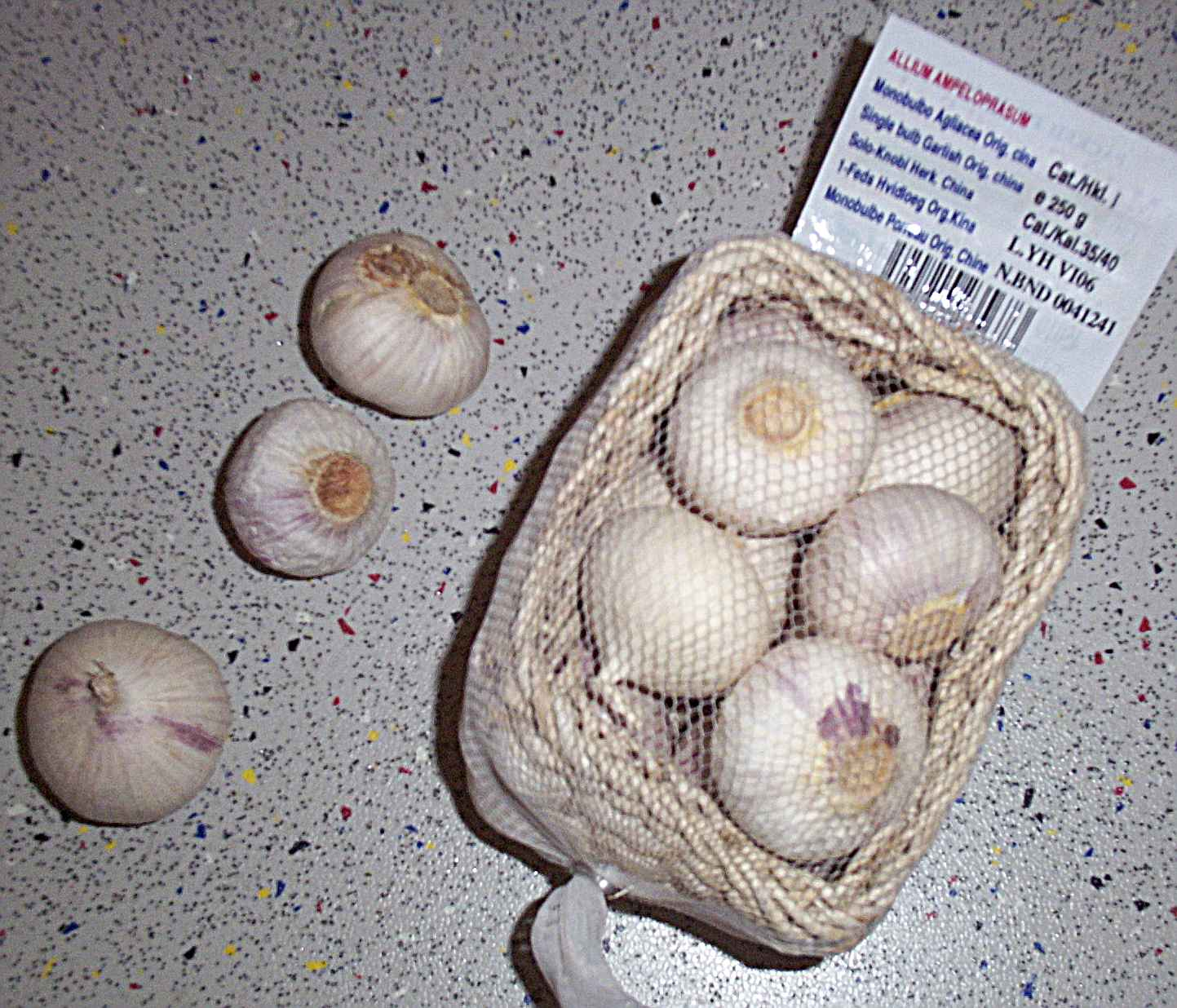
Tên Tỏi cô đơn ở nhiều ngôn ngữ khác nhau

Ở Việt Nam, tỏi này phân bố chủ yếu ở huyện Lý Sơn, Quảng Ngãi và thành phố Phan Rang – Tháp Chàm, tỉnh Ninh Thuận, nhưng cũng có tại các địa phương khác dù không nổi tiếng bằng (trên thị trường có cả tỏi cô đơn nhập từ Lào, Trung Quốc).